# Georg Bauer (Politiker, 1913)
Georg Bauer (* 17. November 1913 in Metz; † 1. August 1981 in Weilheim in Oberbayern) war ein deutscher SS-Obersturmführer und Angehöriger des Sicherheitsdienst des Reichsführers SS in Oslo und später Kommunalpolitiker der CSU.
Bauer trat zum 1. Dezember 1931 der NSDAP (Mitgliedsnummer 724.694) und im selben Jahr auch der SA bei. Er machte ein Praktikum beim Völkischen Beobachter. Er schloss sein juristisches Studium mit der Promotion zum Thema „Kommunalwirtschaft im Land“ ab. Ab 1941 war er in Norwegen für den Sicherheitsdienst des Reichsführers SS tätig. 1943 wurde er zum Regierungsrat und SS-Obersturmführer ernannt. Er wurde in Oslo mit der Inhaftierung und Deportation von norwegischen Polizeibeamten beauftragt. Nach seinen Angaben fungierte er dabei als „Anführer der Kampagne“. Nach dem Kriegsende in Norwegen tauchten die SD-Leute als Wehrmachtssoldaten getarnt unter.
In der Nachkriegszeit wurde er wegen Schwarzmarkthandel mit Radium inhaftiert und zu einem Jahr Gefängnis und 1000 Mark Geldstrafe verurteilt.
Zwischen 1962 und 1964 wurde Bauer zum Landrat im Landkreis Weilheim in Oberbayern gewählt. Nach zwei Wiederwahlen war er weiter bis zum 30. April 1978 Landrat im 1972 umgebildeten Landkreis Weilheim-Schongau.
Von 1964 bis 1972 war er erster und anschließend bis 1981 zweiter Vorsitzender des „Kreisverbands für Gartenkultur und Landespflege Weilheim-Schongau“.